# 維道爾·布魯漢
維道爾·布魯漢·埃斯泰瓦（西班牙語：Vidal Bruján Esteva，1998年2月9日—），為美國職棒大聯盟的二壘手與右外野手，目前效力於芝加哥小熊，他先前曾效力於光芒與馬林魚兩隊。他在2021年登上大聯盟。

## 職業生涯

### 坦帕灣光芒
2014年10月，布魯漢以國際自由球員身分加盟光芒。2021年7月7日，布魯漢登上大聯盟。他在雙重賽完成初登場，並敲出大聯盟首安。
2022年，他幾乎整季都待在3A。不過他還是有在大聯盟出賽52場比賽，並在6月10日敲出大聯盟首轟。
2023年，布魯漢從3A開季。整季他的打擊率僅有1成71，並打回6分打點與3次盜壘成功。

### 邁阿密馬林魚
2023年11月17日，光芒將布魯漢和Calvin Faucher交易到馬林魚，換來Erick Lara、Andrew Lindsey和一名日後指定球員。2024年8月24日，布魯漢在球隊大幅落後的情況下登板投球，甚至投出一次三振。該年他的打擊率為2成22，並敲出2轟與16分打點。12月20日，球隊將他指定讓渡。

## 外部連結
- 球員資訊和成績在MLB ，ESPN ，Baseball Reference ，Fangraphs ，The Baseball Cube （英文）